# Strijkkwartet

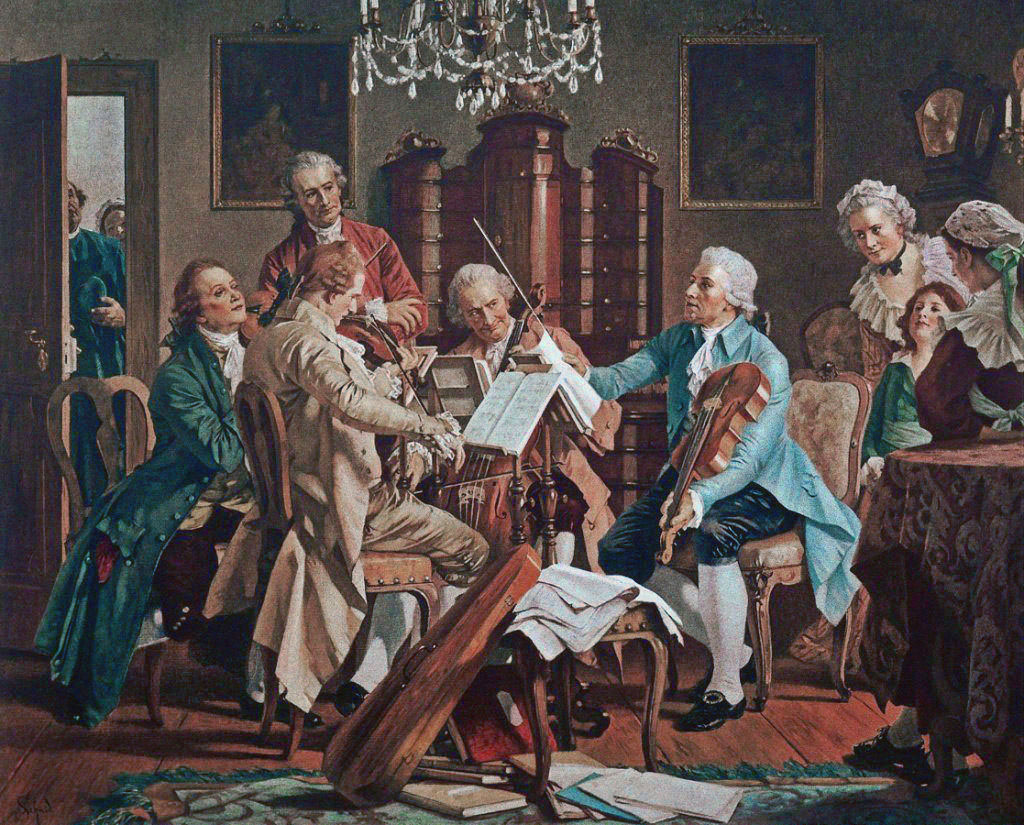
Joseph Haydn speelt strijkkwartetten, ca. 1790, schilder onbekend

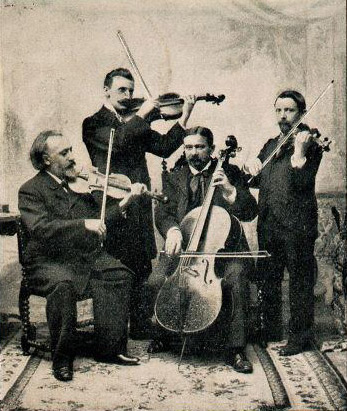
Het Belgische strijkkwartet van César Thomson, begin 20e eeuw

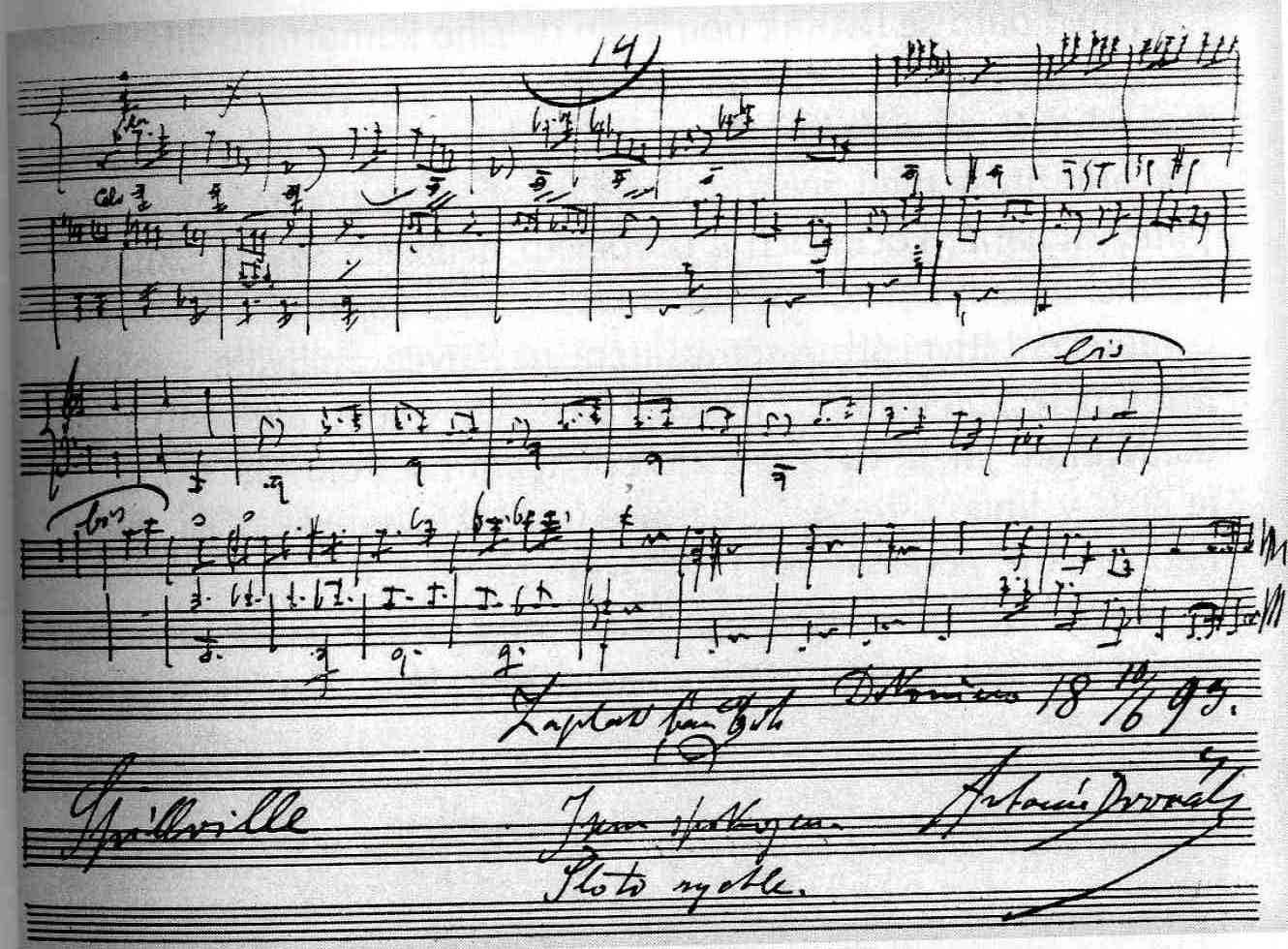
Laatste bladzijde van Strijkkwartet nr. 12 (Dvořák), autograaf

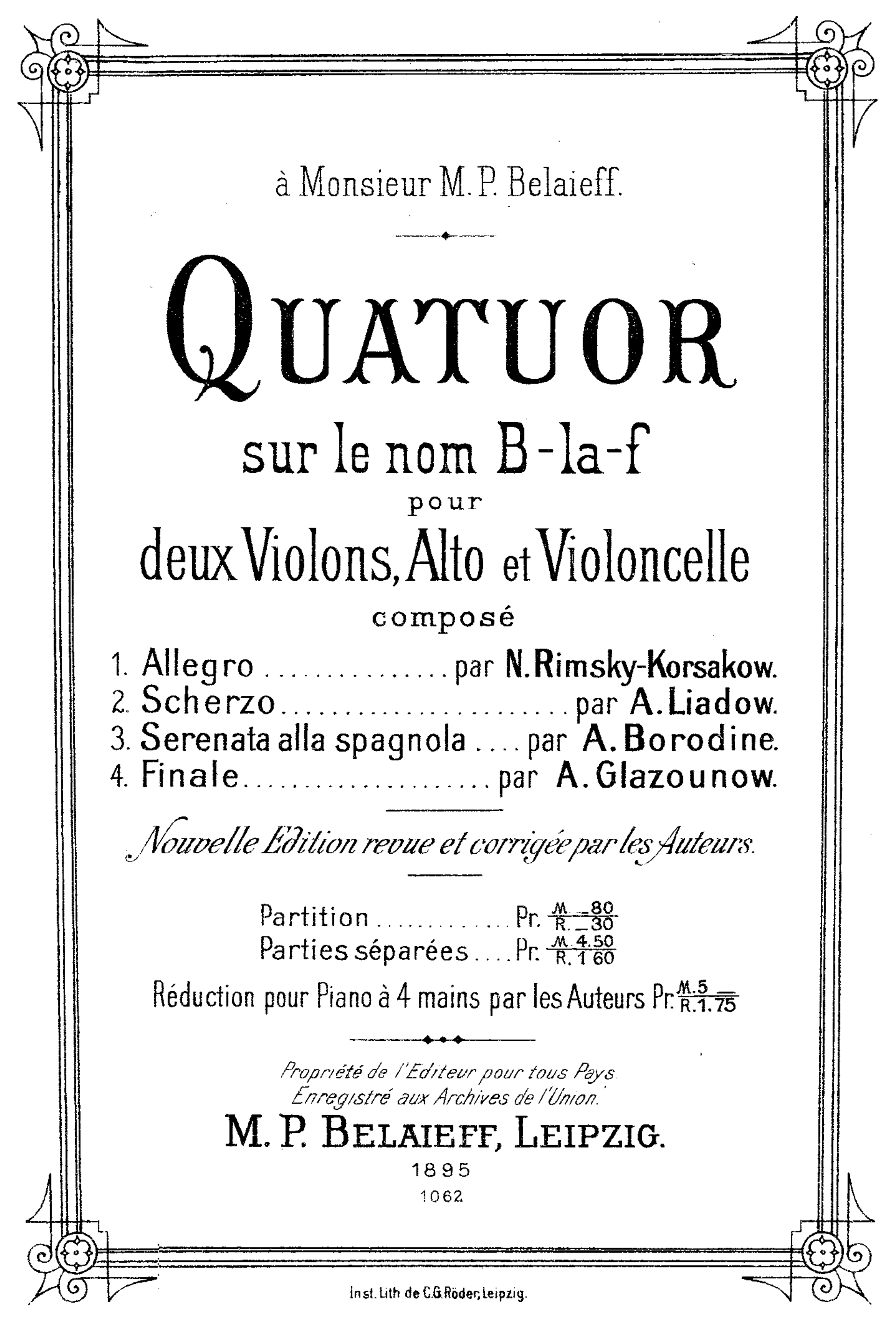
Titelblad van strijkkwartet op de naam Beljajev

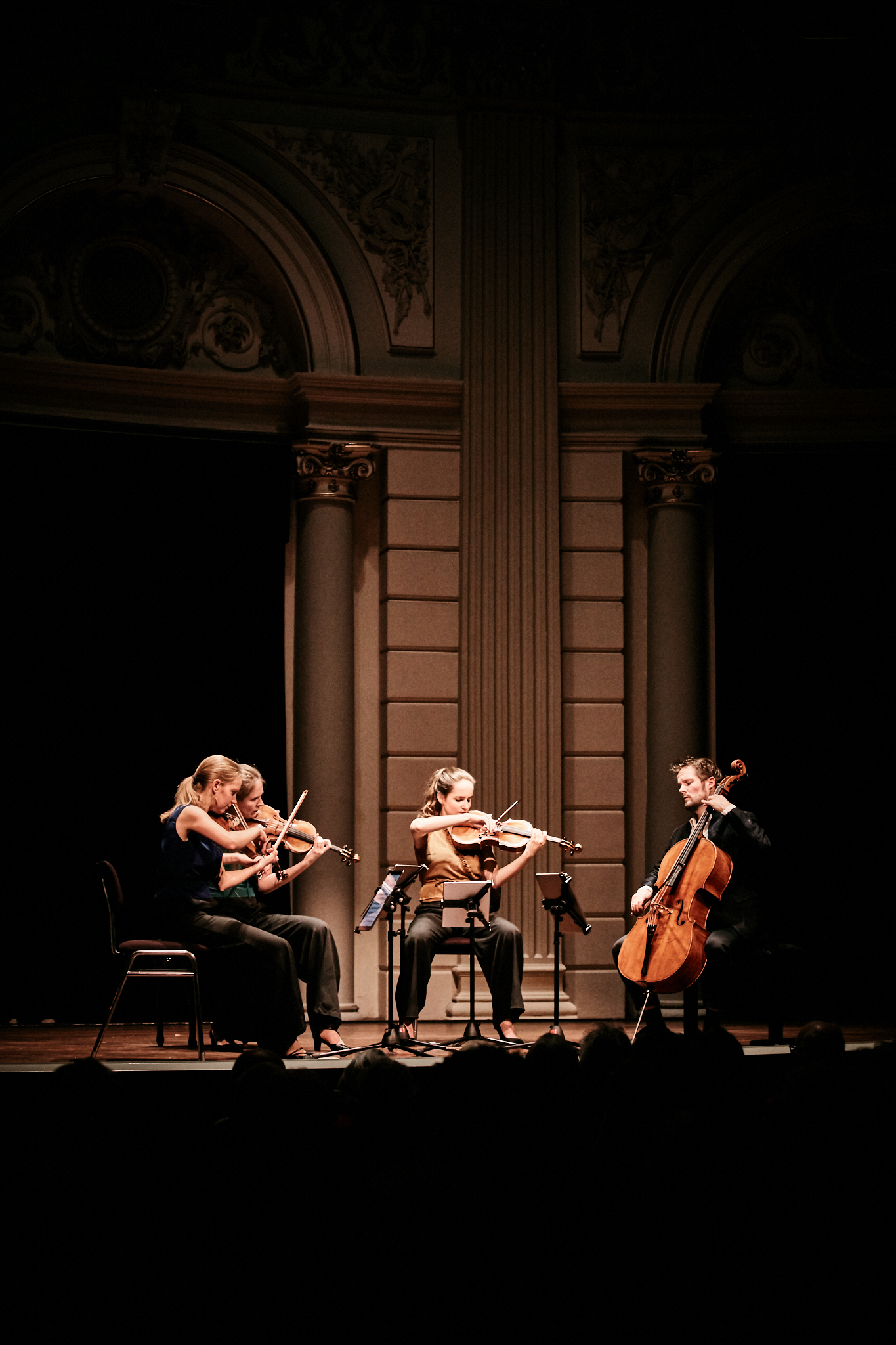
Dudok Quartet Amsterdam

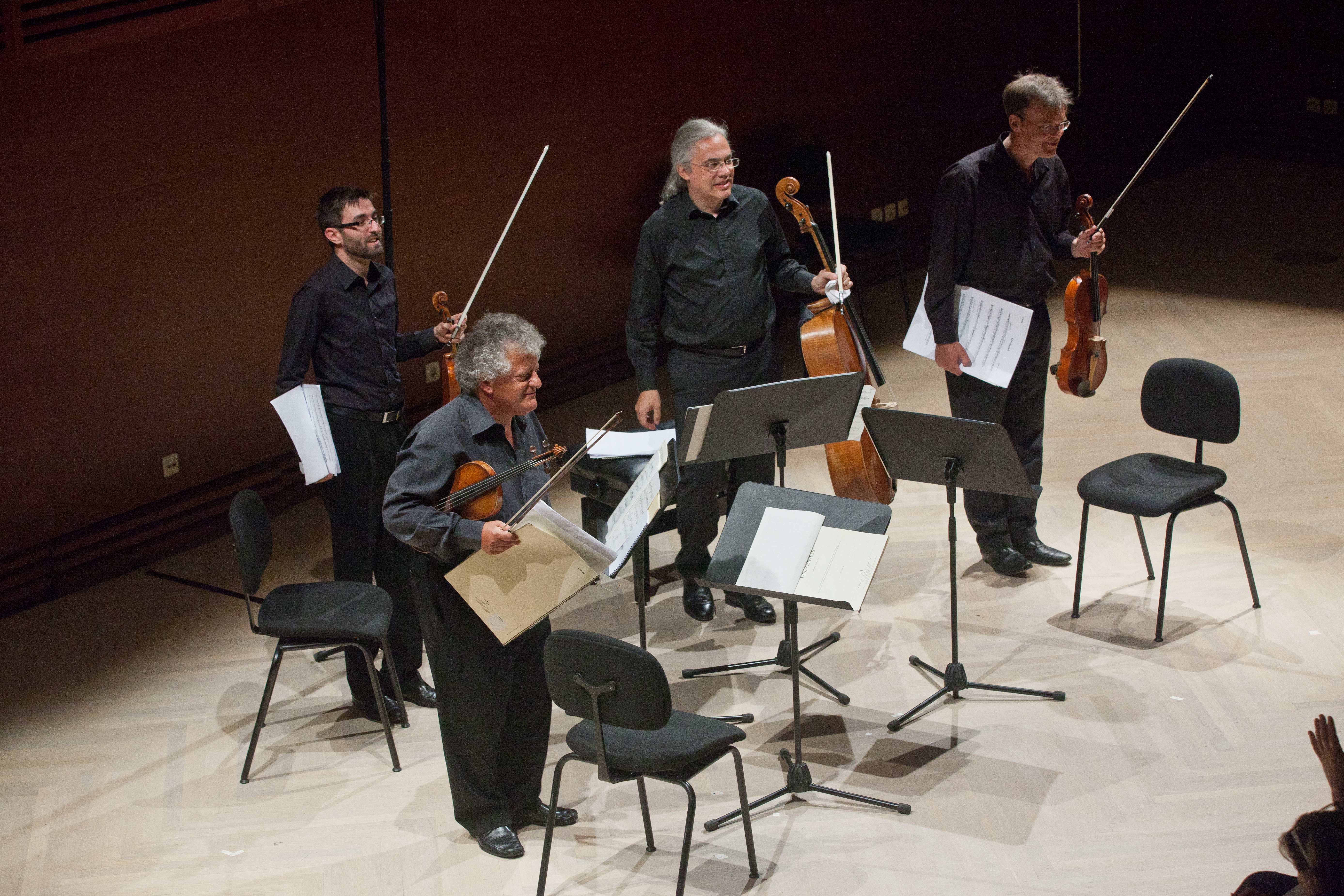
Arditti Quartet

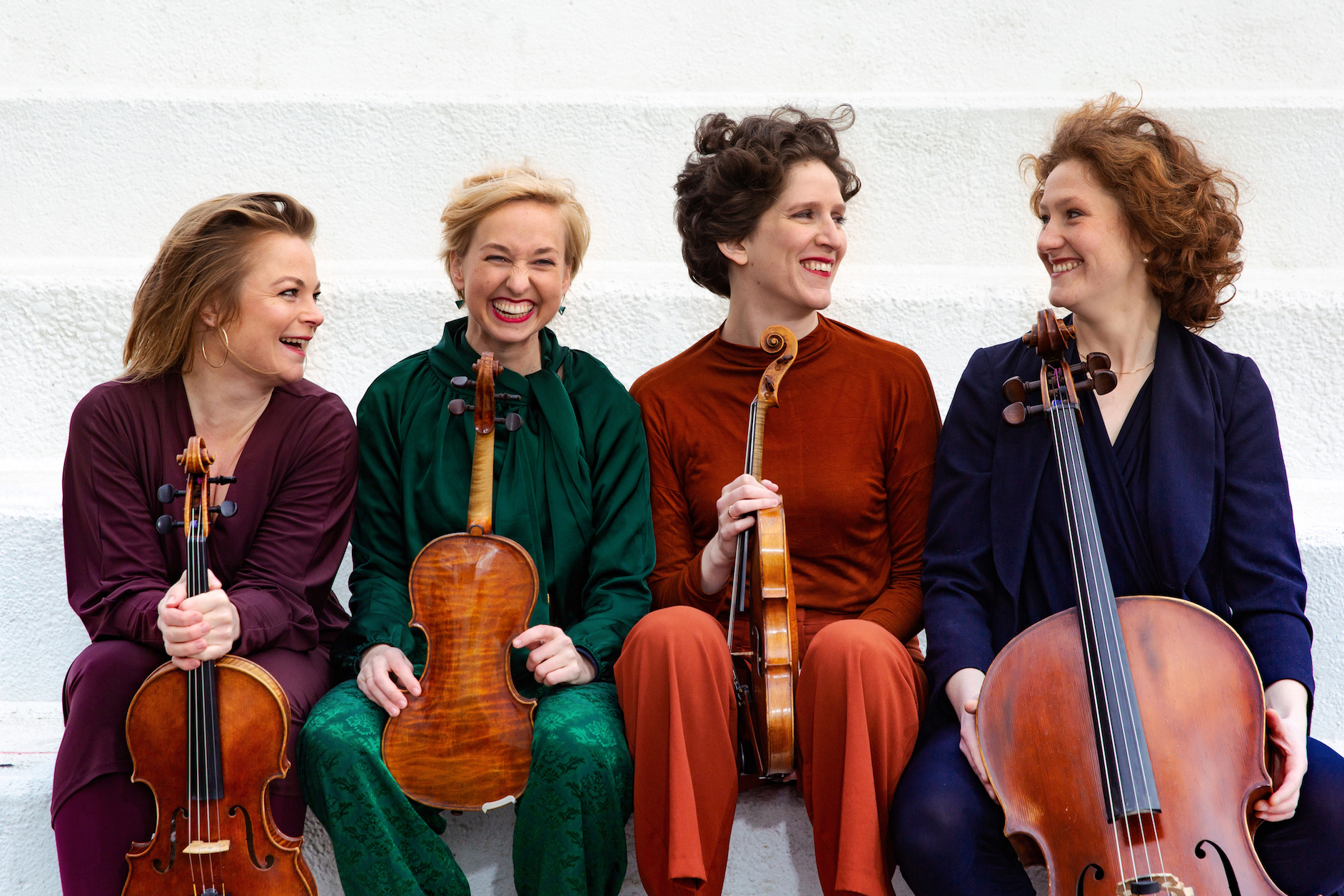
Ragazze Quartet

Een strijkkwartet is in de klassieke muziek een kamermuziekwerk voor vier strijkinstrumenten. De gebruikelijke bezetting is: twee violen, een altviool en een cello. Het is ook de term voor het muziekensemble dat die muziekstukken uitvoert.

## Muziekstuk

### Geschiedenis
De oorsprong van het strijkkwartet moeten we in de barok zoeken. Er werden toen al vierstemmige stukken voor strijkers geschreven, maar de baspartij (cello) was nog becijferd, basso continuo, d.w.z. er werden door middel van cijfercodes aanwijzingen voor de harmonische ondersteuning door een toetsinstrument (klavecimbel of orgel) gegeven. De Six Quatuors Op.3 (1774) van André Ernest Modeste Grétry zijn nog een laat voorbeeld van deze vroege strijkkwartetpraktijk met basso continuo. Toch probeerden sommige componisten de mogelijkheden reeds uit van een bezetting met vier evenwaardige stemmen zonder becijferde bas: Alessandro Scarlatti, Baldassare Galuppi, Giovanni Battista Sammartini, Georg Philipp Telemann, Johann Gottlieb Graun, Johann Friedrich Fasch en Gregor Joseph Werner.
In het classicisme verdwijnt de becijferde bas definitief en speelt de cello een meer zelfstandige partij. Vanaf dat ogenblik kunnen we al spreken van echte strijkkwartetten. Al betreft het nog een prille ontwikkeling, toch wordt het nieuwe genre erg populair. Veel componisten zien er wel muziek in: Johann Georg Albrechtsberger, Ignaz Pleyel, Franz Krommer, Friedrich Ernst Fesca enz.

### Haydn
Hoewel hij het genre van het strijkkwartet niet heeft uitgevonden, geldt Joseph Haydn als de grondlegger van het moderne strijkkwartet. Hij was de eerste die de vier stemmen als gelijkwaardige partners behandelde in plaats van - zoals voordien gebruikelijk - de melodie bij de eerste viool te leggen en de andere stemmen als begeleiding of vulstemmen te behandelen. Hij is meteen ook een van de veelschrijvers in het genre: hij componeerde niet minder dan 68 strijkkwartetten. Ook Luigi Boccherini (99 stuks) en George Onslow (36) behoren tot degenen die zeer veel strijkkwartetten componeerden.
Aanvankelijk zijn het vooral componisten uit de Duitse staten, Pruisen of Oostenrijk-Hongarije, die het nieuwe genre omarmen. Dat heeft ermee te maken dat de bezetting van twee violen, altviool en bas (basso continuo) in deze landen al zeer gebruikelijk was in de barok. Het vierstemmige idioom van een strijkkwartet had daarentegen wat meer tijd nodig om door te dringen in Italië en Frankrijk. In de Italiaanse barok was de triosonate met twee bovenstemmen (bv. violen) en bas populair, en de Franse barokmuziek maakte veel gebruik van een vijfstemmige bezetting.
Het strijkkwartet is sinds Haydn een van de populairste maar ook moeilijkste muziekgenres geworden. Veel componisten zouden hun beste muzikale ideeën voor het strijkkwartet voorbehouden. Misschien heeft dat ermee te maken dat de sobere instrumentatie van vier gelijksoortige instrumenten, zonder toeters en bellen of grootse effecten, de componist ertoe aanzet een muzikale idee in een zuivere vorm te gieten.

### Structuur
Hoewel veel andere indelingen en volgordes voorkomen, wordt over het algemeen voor strijkkwartetten de gebruikelijke vierdelige vorm gehanteerd:
1. openingsdeel in sonatevorm
2. langzaam deel, bijvoorbeeld een andante, adagio of largo
3. menuet of (sinds Beethoven) een scherzo
4. finale in snel tempo

De gebruikelijke tijdsduur van een vierdelig strijkkwartet is 25 à 35 minuten, maar sommige, zoals de late Beethoven-kwartetten, duren aanzienlijk langer. Een uitschieter is het 2e strijkkwartet van Morton Feldman, dat ongeveer vijf uur duurt.

### Componisten
Veel componisten hebben belangwekkende strijkkwartetten geschreven:
- Joseph Haydn (68)
- Wolfgang Amadeus Mozart (25)
- Ludwig van Beethoven (15)
- Franz Schubert (15)
- Juan Crisóstomo de Arriaga (3)
- Felix Mendelssohn (6)
- Robert Schumann (3)
- Johannes Brahms (3)
- Gaetano Donizetti (18)
- Giuseppe Verdi (1)
- Pjotr Iljitsj Tsjaikovski (3)
- Sergej Tanejev (6)
- Aleksandr Borodin (2)
- Aleksandr Glazoenov (7)
- Antonín Dvořák (14)
- Edvard Grieg (2)
- Jean Sibelius (2)
- Carl Nielsen (3)
- Wilhelm Stenhammar (6)
- Rued Langgaard (7)
- Bedřich Smetana (2)
- César Franck (1)
- Gabriel Fauré (1)
- Hugo Wolf (1)
- Max Reger (6)
- Franz Schmidt (2)
- Edward Elgar (1)
- Claude Debussy (1)
- Maurice Ravel (1)
- Béla Bartók (6)
- Arnold Schönberg (4)
- Paul Hindemith (2)
- Alban Berg (2)
- Anton Webern (1)
- Leoš Janáček (2)
- Karol Szymanowski (2)
- Heitor Villa-Lobos (17)
- Benjamin Britten (3)
- Michael Tippett (4)
- Nikolaj Mjaskovski (13)
- Sergej Prokofjev (2)
- Dmitri Sjostakovitsj (15)
- Mieczysław Weinberg (17)
- Vagn Holmboe (20)
- Howard Hanson (1)
- John Cage (1)
- Mauricio Kagel (1)
- Philip Glass (8)
- György Ligeti (2)
- Wolfgang Rihm (13)
- Elliott Carter (5)
- en vele anderen.

Sommige musicologen hebben zich gebogen over de vraag waardoor het strijkkwartet betrekkelijk laat voet aan de grond kreeg in de Franse muziek, maar na 1880 schreven Debussy, Fauré, Ravel, Franck, Louis Vierne, Albéric Magnard, Albert Roussel en Henri Dutilleux (Ainsi la nuit) elk een (meesterlijk) strijkkwartet. Camille Saint-Saëns schreef er twee, Vincent d'Indy drie, Darius Milhaud zelfs achttien. Zijn 14e en 15e strijkkwartet kunnen tegelijk worden gespeeld, zodat een octet ontstaat.
Eind 19e eeuw organiseerde de muziekuitgever Mitrofan Petrovitsj Beljajev wekelijkse kwartetavonden (Les Vendredis) in Sint-Petersburg, waaraan componisten als Borodin, Glazoenov, Nikolaj Rimski-Korsakov en Anatoli Ljadov regelmatig bijdragen leverden.
Tot de Nederlandse componisten van strijkkwartetten behoren: 
- Johann Wilhelm Wilms (2)
- Johannes Verhulst (3)
- Julius Röntgen (7)
- Leander Schlegel (2)
- Willem Pijper (5)
- Matthijs Vermeulen (1)
- Henk Badings (7)
- Géza Frid (5)
- Hendrik Andriessen (l'Indifferent)
- Jurriaan Andriessen (Cumulus humulus fumulus)
- Lex van Delden (3)
- Hans Kox (2)
- Jan van Vlijmen (1)

Het Allegro voor vier strijkkwartetten van Johannes van Bree wordt met enige regelmaat uitgevoerd.
Ook werden strijkkwartetten gecomponeerd door de Belgen:
- Peter Benoit (1)
- Guillaume Lekeu (1)
- Joseph Ryelandt (4)
- Jean Absil (4)
- Arthur Meulemans (4)
- Jef Van Hoof (2)
- Karel Goeyvaerts (1)
- en anderen.

### Varianten
Af en toe wordt een strijkkwartet voor afwijkende bezetting geschreven. Zo schreef Georg Christoph Wagenseil zes kwartetten voor twee altviolen, cello en contrabas (of voor drie cello's en contrabas). Franz Anton Hoffmeister schreef een viertal kwartetten voor viool, altviool, cello en contrabas, waarbij dat laatste instrument bijna solistisch wordt opgevoerd. Carl Stamitz, Giuseppe Maria Cambini en Johann Albrechtsberger schreven kwartetten voor viool, twee altviolen en cello. Het tweede strijkkwartet van Anton Arenski vraagt een bezetting van viool, altviool en twee cello's. Verder zijn er talrijke arrangementen of originele composities voor vier dezelfde strijkers (vier violen, vier altviolen of vier cello's).

### Strijkkwartet plus één
Wordt een tweede altviool (Mozart, Beethoven, Brahms), een tweede cello (Boccherini, Schubert) of een contrabas (Dvořák) aan het strijkkwartet toegevoegd, dan ontstaat een strijkkwintet. Gaat het om een ander instrument, dan spreekt men van bijvoorbeeld een pianokwintet (Schumann, Franck, Brahms, Dvořák, Elgar), een klarinetkwintet (Mozart, Weber, Brahms, Reger), enzovoorts.
Ook een toegevoegde zangstem komt voor. Het Tweede strijkkwartet van Arnold Schönberg, waarin een sopraan een gedicht van Stefan George zingt (Ich fühle Luft von anderem Planeten), geldt als een beslissend scharnierpunt in de ontwikkeling van de klassieke muziek uit de 20e eeuw.
Een curiositeit is het Helikopter-Streichquartett van Karlheinz Stockhausen, onderdeel van Mittwoch, een deel uit Licht, die sieben Tage der Woche. Daarin vliegen de musici in vier helikopters rond en stemmen hun muziek af op elkaar en ook op het ritme van de helikoptergeluiden. Bij de première in het Holland Festival 1995 speelde het Arditti Quartet. Ook de piloten worden als uitvoerende kunstenaars erkend.

## Muziekensemble

Gebruikelijke opstelling van een strijkkwartet. De meeste ensembles spelen zittend, sommige staand.

Met strijkkwartet wordt ook de groep musici aangeduid die strijkkwartetten uitvoeren. Bekende strijkkwartetten zijn onder andere: 
- Borodin Quartet (1945–)
- Fitzwilliam Quartet (1968–)
- Brodsky Quartet (1972–)
- Emerson String Quartet (1976–)
- Juilliard String Quartet (1946–)
- Hagen Quartett (1981–)
- Pražák Quartet (1972–)
- Takács Quartet (1975–)
- Quatuor Mosaïques (1987–)
- Kronos Quartet (1973–)

Uiteraard hebben in de loop der jaren wisselingen plaatsgevonden in de bezetting van veel al lang bestaande kwartetten. Bekende strijkkwartetten uit vroeger tijden zijn:
- Amadeus Quartet (1947-1987)
- Beethoven Quartet (1922-1987)
- Alban Berg Quartett (1970-2008)
- Budapest String Quartet (1917-1967)
- Busch Quartet (1919-1951)
- Quartetto Italiano (1945-1980)
- Kolisch Quartett (1921-1941)

Historisch is het Schuppanzigh Quartett (1795-1830), dat een aantal kwartetten van Beethoven en Schubert in première bracht. Veel kwartetten van Sjostakovitsj beleefden hun première door het Beethoven Quartet of het Borodin Quartet.

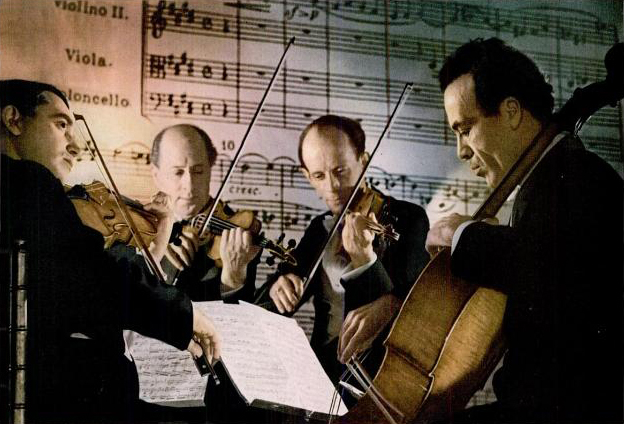
Budapest String Quartet
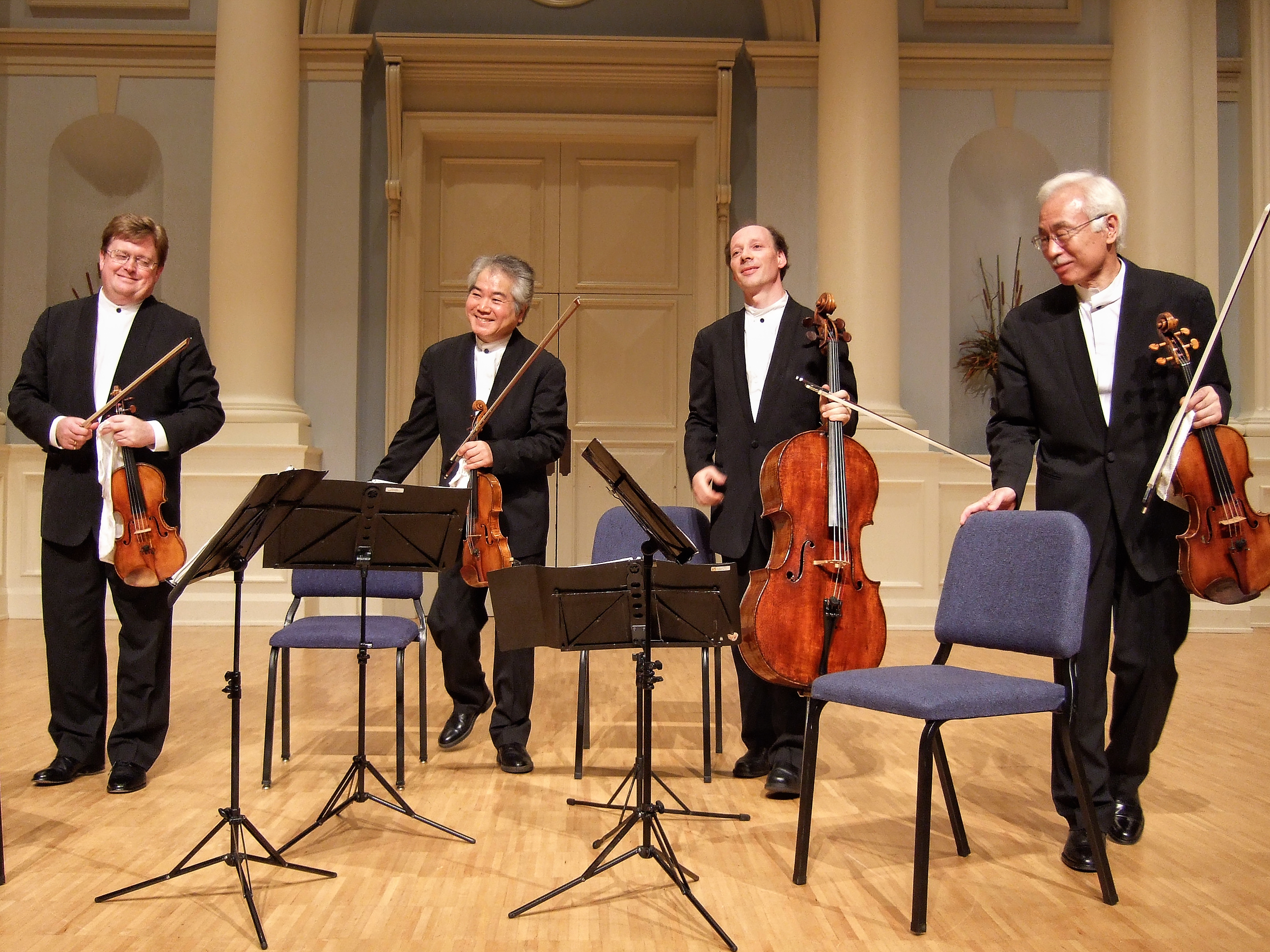
Tokyo String Quartet
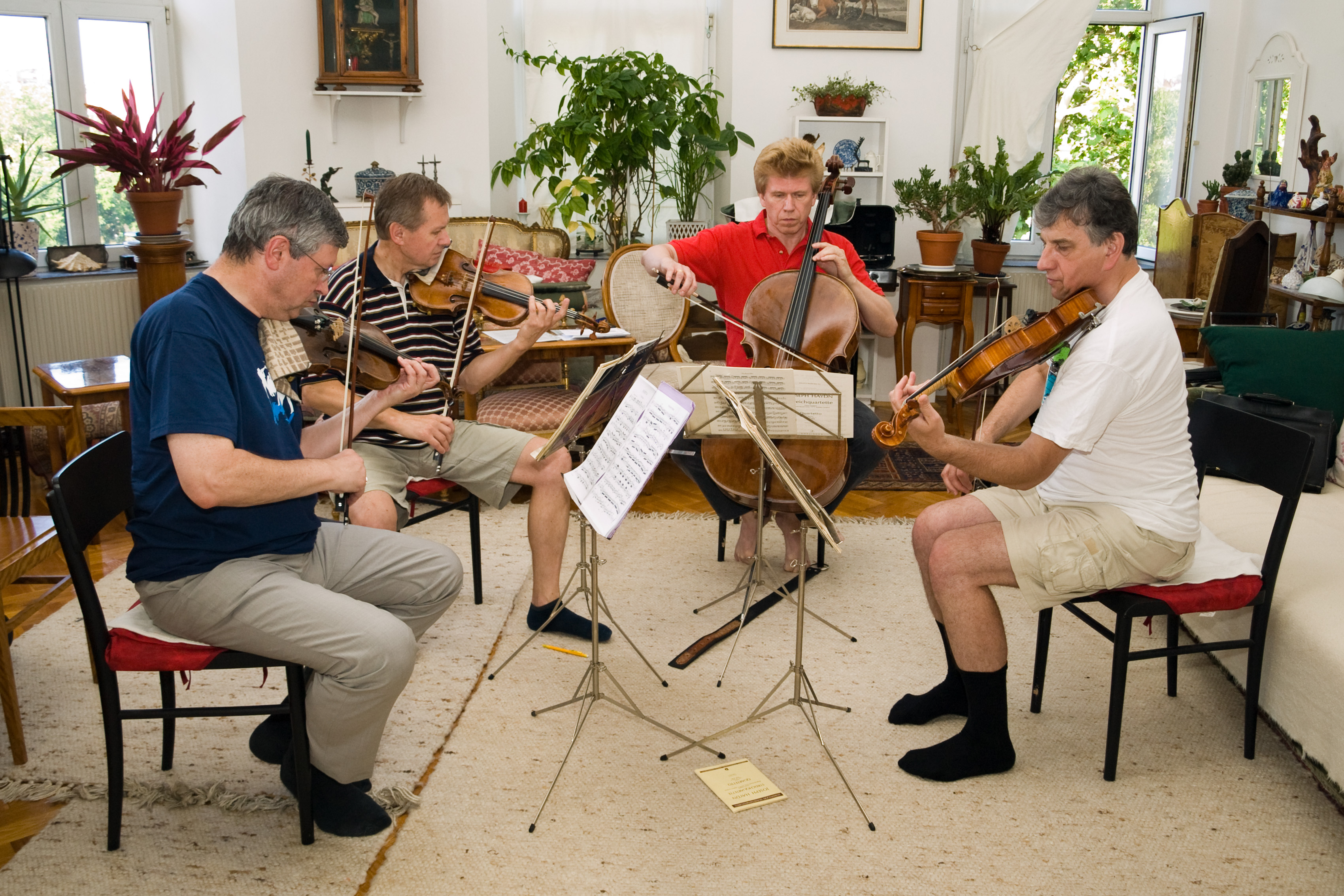
Pražák Quartet
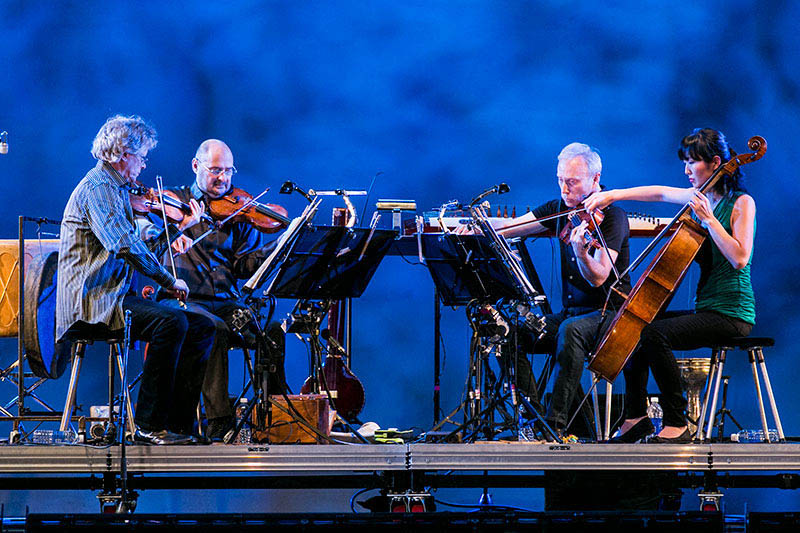
Kronos Quartet
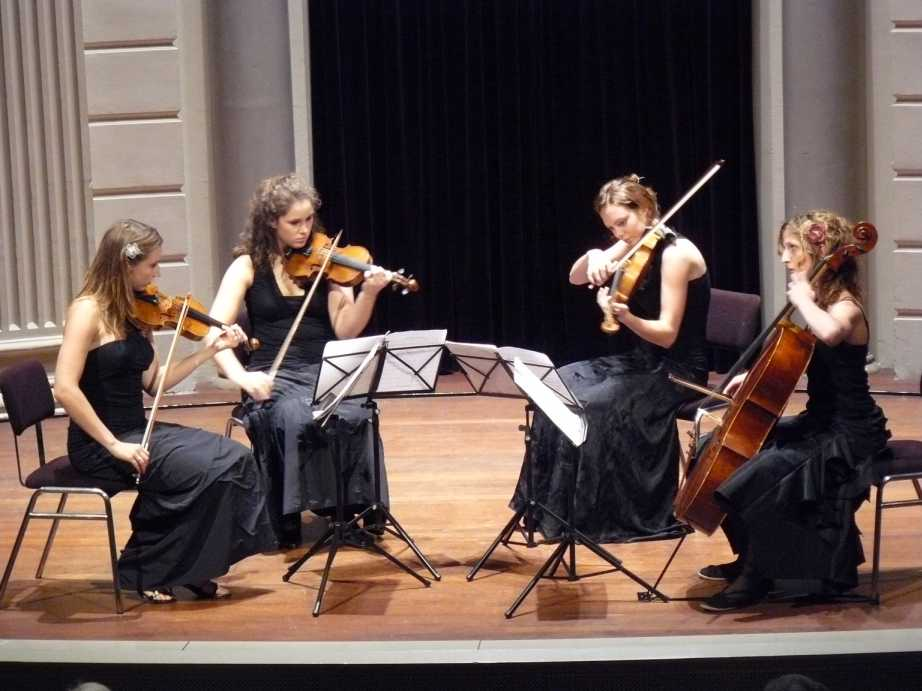
Allegra-kwartet
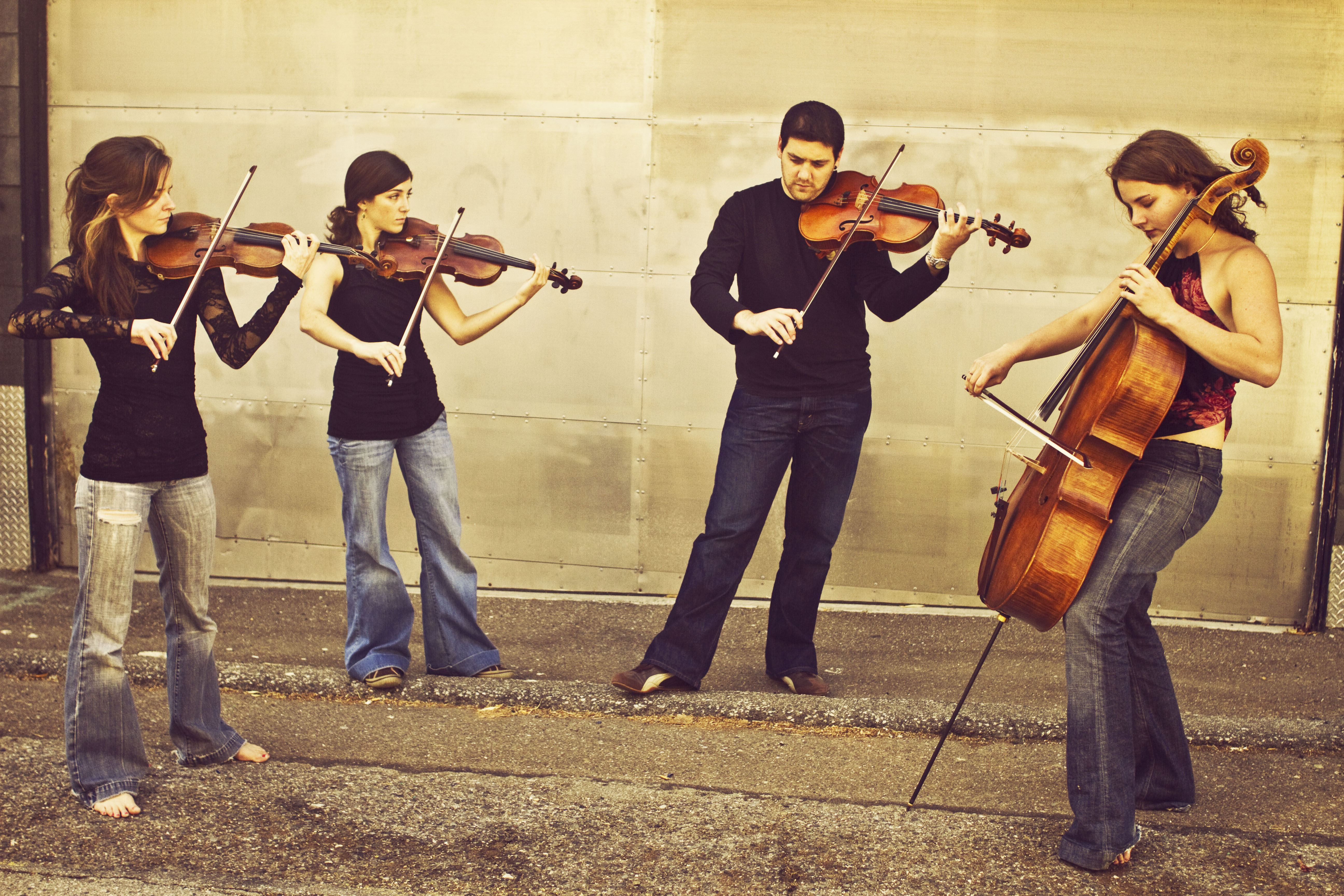
Aiana String Quartet
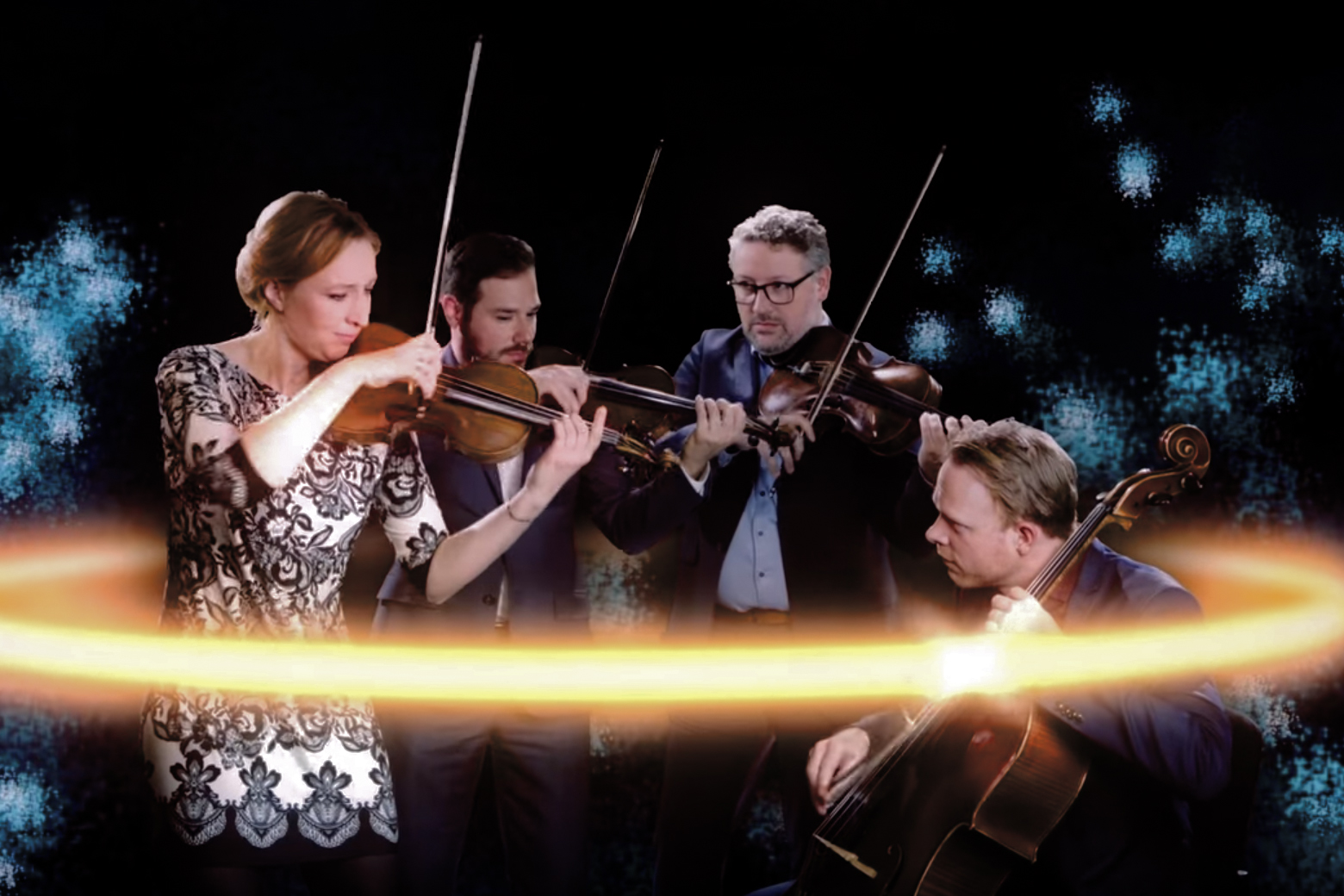
Matangi Quartet
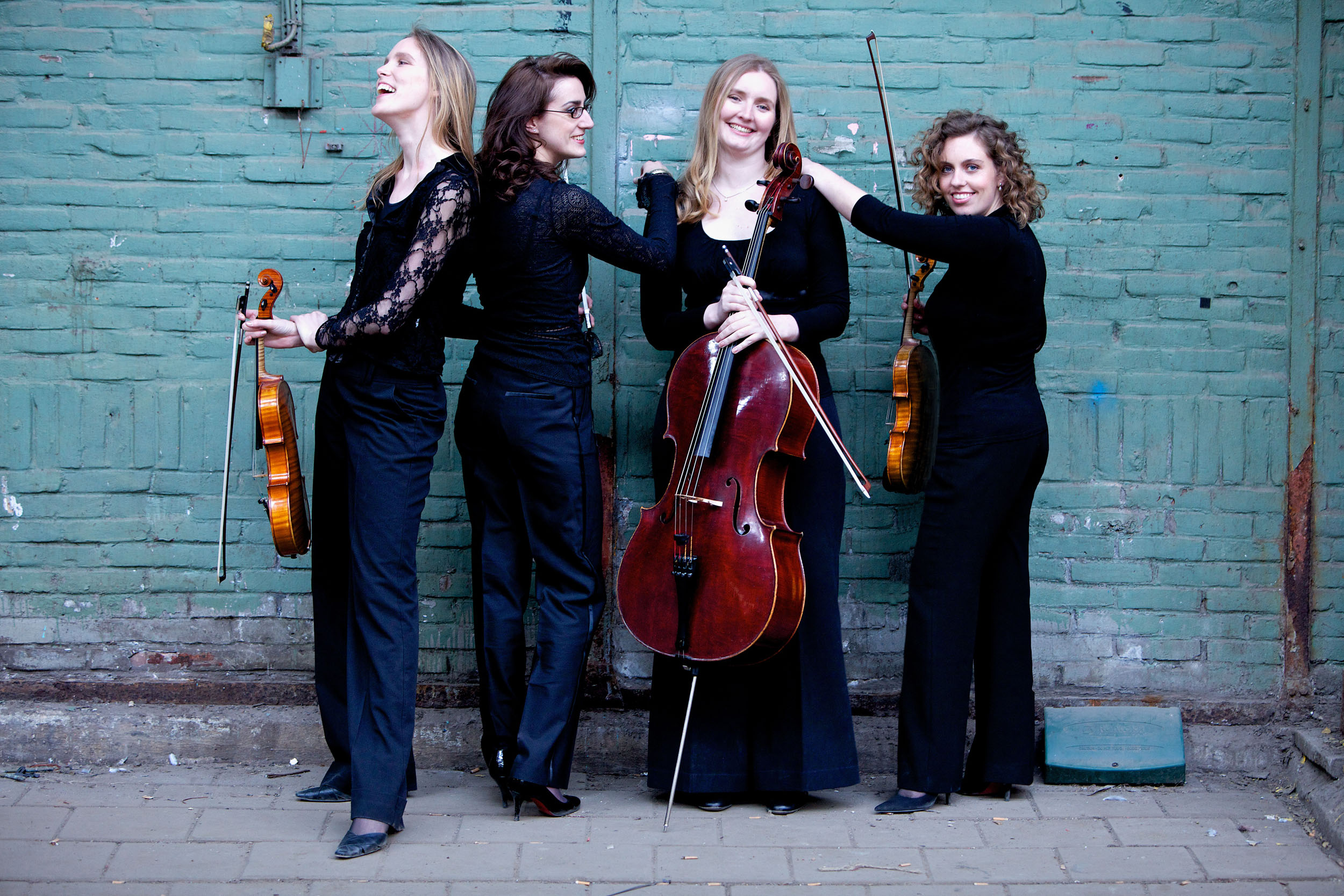
EnAccord Strijkkwartet
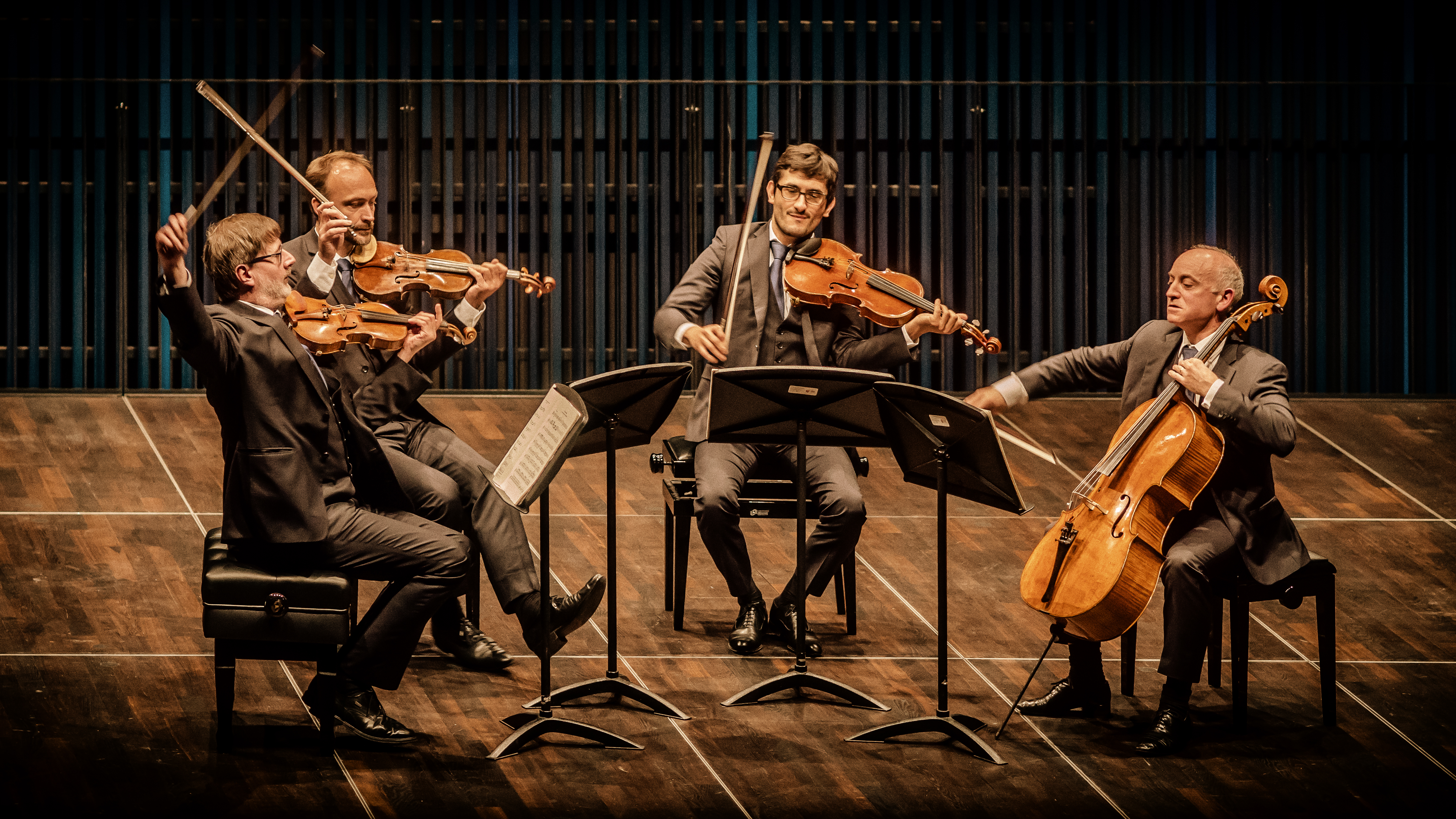
Quatuor Danel

### Belgische en Nederlandse strijkkwartetten
Enkele willekeurige namen uit heden en verleden zijn in België:
- ARSIS4
- Quatuor Danel
- Donnacorda Strijkkwartet
- Ensor strijkkwartet
- Kuijken Strijkkwartet
- Malibran Quartet
- Rubio strijkkwartet
- het eerste Quatuor Ysaÿe (1889-1914) en het tweede (1983-2014)

En in Nederland:
- Dudok Quartet Amsterdam
- Hekster Kwartet (1953-1975)
- Matangi Quartet
- Nederlands Strijkkwartet (1950-1970)
- Orlando Kwartet (1976-1997)
- Parkanyi Kwartet
- Utrecht String Quartet

- Het EnAccord Strijkkwartet, dat bestond van 1998 tot 2023, was Belgisch-Nederlands.

In 2001 werd de Nederlandse Strijkkwartet Academie opgericht, een opleiding voor afgestudeerde musici die zich verder willen bekwamen in het kwartetspel. Sinds 2018 bestaat in het Amsterdamse Muziekgebouw aan 't IJ de Strijkkwartet Biennale, een tweejaarlijke, meerdaagse manifestatie waaraan binnen- en buitenlandse ensembles deelnemen.